# Henry W. Anderson
Henry Watkins Anderson (n. 20 decembrie 1870, Virginia, SUA – d. 7 ianuarie 1954, Richmond, Virginia, SUA) a fost un avocat american și lider al Partidului Republican din Virginia. El a condus Comisia Crucii Roșii Americane din România în timpul Primului Război Mondial și a fost candidat republican la postul de guvernator al statului Virginia în anul 1921. El este, probabil, cel mai cunoscut ca unul dintre fondatorii firmei de avocatură Hunton Williams și ca logodnic al scriitoarei Ellen Glasgow.

## Primii ani
Anderson s-a născut în comitatul Dinwiddie din Virginia. A absolvit studii de drept în 1898 la Washington and Lee University și s-a întors la Richmond. A fost admis în barou și în 1899 a format un parteneriat cu Beverley Bland Munford. Doi ani mai târziu Anderson i-a convins pe Munford, Edmund Randolph Williams și Eppa Hunton să formeze o nouă firmă, care a devenit ulterior Hunton & Williams, una dintre cele mai mari si mai prestigioase firme de avocatură din sudul SUA.
În 1916, Anderson a întâlnit-o și s-a îndrăgostit de scriitoarea Ellen Glasgow. Ei au început să scrie un roman politic împreună, pentru care Anderson a furnizat copii ale discursurilor sale. Personajul David Blackburn din romanul The Builders (1919) al lui Ellen Glasgow seamănă puternic cu Anderson.

## Primul Război Mondial
După ce Statele Unite ale Americii au intrat în Primul Război Mondial, Anderson a condus Comisia Crucii Roșii Americane din România. El a rămas la postul său din România până în martie 1918, atunci când încheierea păcii între România și Germania i-a forțat pe membrii misiunii Crucii Roșii să fugă din țară. A realizat o evadare spectaculoasă din tren pe teritoriul Rusiei, riscând să cadă în mâinile neprietenoșilor bolșevici și menșevici. S-a întors la Richmond, dar după armistițiu a revenit în Europa pe post de comisar al Crucii Roșii pentru întreaga regiune a Balcanilor.
În timp ce se afla în Balcani, Anderson s-a îndrăgostit de regina Maria a României și cei doi au început un schimb zilnic de scrisori și cadouri. Zvonurile legate de relația dintre Anderson și regină și exploatarea gălăgioasă a prieteniei lor a dus la ruperea logodnei lui cu Ellen Glasgow. Scriitoarea s-a împăcat în cele din urmă cu Anderson și a rămas aproape de el până la moartea ei, în 1945. Ea a folosit detalii cunoscute din viața lui în descrierea eroilor necredincioși din mai multe romane, inclusiv Pământ sterp (1925), The Romantic Comedians (1926) și Vein of Iron (1935).

## Cariera politică
În 1920, Anderson a primit aprobarea unanimă a convenției republicane din statul Virginia pentru postul de vicepreședinte al SUA și la convenția națională s-a clasat pe locul 4 la numărătoarea inițială a voturilor, dar Calvin Coolidge a obținut nominalizarea. Anderson a prezidat convenția republicană din Virginia în 1921 și a fost nominalizat pentru postul de guvernator al statului. El a avut o platformă politică în care pleda pentru abolirea sondajului fiscal, dezvoltarea rețelei de autostrăzi, reforma sistemului de învățământ și o mai mare responsabilitate fiscală din partea administrației statului. În alegerile generale, Anderson a câștigat aproximativ 35% din voturi și a pierdut în fața lui Elbert Lee Trinkle.
Coolidge, devenit președinte în 1923, l-a ales pe Anderson în 1924 ca agent guvernamental pentru a trata cu guvernul mexican modalitățile de despăgubire în urma raidurile de represalii împotriva lui Pancho Villa în 1916.
Anderson a fost menționat drept candidat pentru postul de vicepreședinție în 1928 și din nou în 1931. Președinții Warren G. Harding și Herbert Hoover s-au gândit să-l nominalizeze pentru a face parte din Curtea Supremă a Statelor Unite în 1924 și 1931, dar nu l-au mai nominalizat din cauza opoziției liderului republican din Virginia C. Bascom Slemp și a lipsei de sprijin din partea senatorilor democrați ai statului Virginia. În 1929 Hoover l-a numit pe Anderson în Comisia Wickersham care supraveghea modul de aplicare a legii, evoluția activității infracțională, brutalitatea poliției și prohibiția.

## Cariera juridică
În timpul Marii Crize, Anderson a fost un pionier în reorganizarea corporativă, în special în domeniul căilor ferate și al companiilor de transport. El a devenit consilier pentru Seaboard Air Line Railway, Saint Louis-San Francisco Railway, Denver and Rio Grande Western și Baltimore and Ohio. Anderson a avut un rol major în dezvoltarea a ceea ce a devenit Capitolul XV din Legea Falimentului din 1939.
Anderson a fost diagnosticat cu cancer de colon la sfârșitul anilor 1940 și a trebuit să stea la pat în cele din urmă. A murit pe 7 ianuarie 1954 și a fost îngropat în Cimitirul Hollywood din Richmond.